# Miguel Ángel Cortizo
Miguel Ángel Cortizo Nieto (Santiago de Compostela, 14 de mayo de 1951-Madrid, 3 de julio de 2018) fue un político español que ostentó los cargos de diputado nacional por La Coruña y de Delegado del Gobierno en Galicia.

## Biografía
Licenciado en Biología por la Universidad de Santiago de Compostela, llegó a graduarse posteriormente en esta especialidad como doctor. Fue profesor titular en excedencia de la universidad compostelana, en la que también fue vicerrector. Ocupó el puesto de asesor de los ministros de Educación José María Maravall y Javier Solana. Fue diputado por el PSOE en el Parlamento de Galicia entre 1990 y 2005, donde perteneció a la Comisión de Ordenación Territorial, Obras Públicas, Medio Ambiente y Servicios. Así mismo, secretario de Política Institucional y vicesecretario General en la Comisión Ejecutiva Nacional del PSdeG-PSOE, y miembro del Comité Federal del PSOE. El Gobierno ló nombró en noviembre de 2004 embajador especial para la Coordinación de las Relaciones con las Comunidades Españolas en Iberoamérica, y tres años después ocupó el cargo como embajador español en Paraguay hasta febrero de 2011, cuando fue relevado por Juan Fernández Trigo.